# Kefalonia
Kefalonia (řecky Κεφαλλονιά) je největší ostrov v Jónském moři a šestý největší ostrov patřící Řecku. Hlavní město Kefalonie je Argostoli. Má rozlohu přibližně 780 km² (v závislosti na zdroji 730 km² až 800 km²). Nejvýznamnějšími městy ostrova jsou Argostoli, Lixouri, Paliki, Antipata, Sami, Asos a Skala. 

## Administrativní dělení
Na ostrově Kefalonia žije 35 801 obyvatel (k roku 2011). Ostrov je zároveň stejnojmennou regionální jednotkou v kraji Jónské ostrovy s hlavním městem Argostolion. K regionální jednotce náleží také několik menších neobydlených ostrovů. Regionální jednotka Kefalonia se člení na 3 obce, které jsou všechny na hlavním ostrově. Ty se dále člení na 8 obecních jednotek.
| číslo na mapce | Obec      | řecky             | rozloha (km²) | počet obyvatel | hustota zalidnění | sídlo obce |
| -------------- | --------- | ----------------- | ------------- | -------------- | ----------------- | ---------- |
| 1              | Argostoli | Δήμος Αργοστολίου | 378,682       | 23 499         | 62,05             | Argostoli  |
| 2              | Lixouri   | Δήμος Ληξουρίου   | 119,341       | 7 098          | 59,48             | Lixouri    |
| 3              | Sami      | Δήμος Σάμης       | 288,552       | 5 204          | 18,03             | Sami       |

## Geomorfologie
Krajina ostrova je hornatá. Nejvyšší nadmořské výšky dosahuje hora Ainos (1628 m). Zajímavá a známá je jeskyně Melissani s jezírkem, která se nachází 3 km od města Sami. Další významnou jeskyní je jeskyně Drogarati. Nachází se necelé 4 km od města Sami. Ostrov má, kromě jeskyní a hor, krásné i pláže. Nejhezčí pláží tohoto ostrova je pláž Myrthos. Je to jak nejhezčí pláž ostrova, tak i jedna z nejhezčích z celého Řecka. Další pěkné pláže se nachází ve městech Skala a Lourdata. 

## Flóra a fauna
Na ostrově se pěstuje vinná réva, fíky, olivy a také je rozvinuté rybářství.

## Historie
Ostrov byl pojmenován Kefalénie po antickém hrdinovi Kefalovi, který ho dostal za pomoc ve válce od krále Amfitryóna.
Ve druhé světové válce 24. září 1943 bylo na ostrově zavražděno více než 5 000 italských vojáků, když se vzdali po italské kapitulaci po boji proti Němcům. Popravu nařídil Adolf Hitler a tato událost se stala jedním z největších masakrů druhé světové války. Na pozadí válečných událostí se odehrává román Mandolína kapitána Corelliho, který je předlohou stejnojmenného filmu.

## Zajímavosti
Nedaleko obce Markopoulo stojí pravoslavný chrám Přesvaté Bohorodice. Zajímavostí jsou hadi žijící v jeho okolí, které věřící identifikovali jako naplnění biblického proroctví z Mk 16, 17–18 (Kral, ČEP).